# ترکیبات دوتایی سیلیکون-هیدروژن

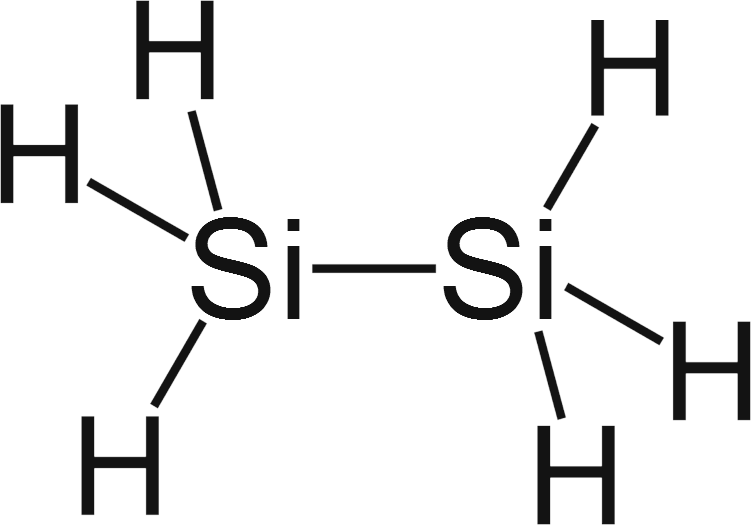
ساختار شیمیایی دیسیلان که مشابه اتان است

سیلان‌ها ترکیبات شیمیایی اشباع شده با فرمول Si
xH
y هستند. آنها هیدروسیلان‌ها هستند، دسته ای از ترکیبات که شامل پیوندهای Si–H و Si–X هستند. همه حاوی سیلیکون چهار وجهی و هیدریدهای انتهایی هستند. این مواد دارای پیوندهای یگانه Si–H وSi–Si هستند. طول پیوندSi–H ۱۴۶پیکو متر و طول پیوند 233Si–Si پیکومتر است. ساختار سیلان‌ها مشابه آلکان‌ها هستند که با سیلان شروع می‌شوند.SiH
۴، آنالوگ متان، با دیسیلان ادامه می‌یابدSi
2H
۶، آنالوگ اتان، و غیره.
فهرست

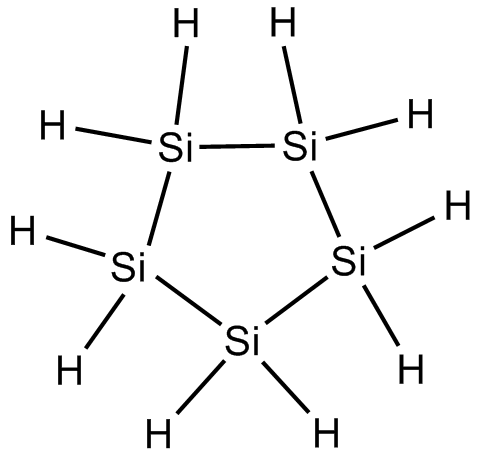
سیکلوپنتاسیلان که ساختاری شبیه به سیکلوپینتان را دارد، ولی بزرگ‌تر است.

ساده‌ترین ایزومر سیلان ایزومری با اتم‌های سیلیکون در یک تک زنجیر و بدون شاخه است. این ایزومر بعضی وقت‌ها n -ایزومر نامیده می‌شود (n به معنای «نرمال» است، اگرچه رایج نیست). با این حال، زنجیره اتم‌های سیلیکون نیز ممکن است در یک یا چند اتم سیلیکون منشعب شود. با افزایش تعداد اتم‌های سیلیکون، ایزومرهای ممکن به سرعت افزایش می‌یابد. از نظر تعداد اتم‌های سیلیکون اعضای سری به شرح زیر است:
سیلان ،SiH
۴، ۱ اتم سیلیکون و ۴ اتم هیدروژن، مشابه متان
دیسیلانSi
2H
۶ یاH
3Si–SiH
۳، ۲ اتم سیلیکون و ۶ اتم هیدروژن، مشابه اتان
تریسیلانSi
3H
۸ یاH
2Si(–SiH
۳)
۲، ۳ اتم سیلیکون و ۸ اتم هیدروژن، مشابه پروپان
تتراسیلان ،Si
4H
۱۰ یاH
3Si–SiH
2–SiH
2–SiH
۳، ۴ اتم سیلیکون و ۱۰ اتم هیدروژن، مشابه بوتان (یک ایزومر: ایزوتراسیلان، مشابه ایزوبوتان)
پنتاسیلان ،Si
5H
۱۲ یاH
3Si–SiH
2–SiH
2–SiH
2–SiH
۳، ۵ اتم سیلیکون و ۱۲ اتم هیدروژن، مشابه پنتان (دو ایزومر: ایزوپنتازیلانH
3Si–SiH
2–SiH(–SiH
۳)
۲ و نئوپنتاسیلانSi(SiH
3)
۴، به ترتیب مشابه ایزوپنتان و نئوپنتان)
هگزاسیلانSi
6H
۱۴ یاH
3Si–SiH
2–SiH
2–SiH
2–SiH
2–SiH
۳، ۶ اتم سیلیکون و ۱۴ اتم هیدروژن، مشابه هگزان
| سیلان     | نقطه ذوب | تقطه جوش | ظاهر       | چگالی بر حسب سانتی‌متر بر متر مکعب در ۲۵ درجه سانتی گراد |
| --------- | -------- | -------- | ---------- | ------------------------------------------------------- |
| سیلان     | -۱۸۵     | -۱۱۲     | گاز بی‌رنگ  | -                                                       |
| دی سیلان  | -۱۳۲     | -۱۴      | گاز بی‌رنگ  | -                                                       |
| تری سیلان | -۱۱۷     | ۵۳       | مایع بی‌رنگ | ۰٫۷۴۳                                                   |
| تتراسیلان | -۹۰      | ۱۰۸      | مایع بی‌رنگ | ۰٫۷۹۳                                                   |
| تتراسیلان | -۷۲٫۸    | ۱۰۸      | مایع بی‌رنگ | ۰٫۸۲۷                                                   |
| هگزاسیلان | -۴۴٫۷    | ۱۹۳٫۶    | مایع بی‌رنگ | ۰٫۹۶۳                                                   |

سیلان‌ها با اضافه کردن پسوند - silane به پیشوند ضرب عددی مناسب نامگذاری می‌شوند. به همین دلیل، دیسیلان،Si
2H
۶ ; تریسیلانSi
3H
۸ ; تتراسیلانSi
4H
۱۰ ; پنتاسیلانSi
5H
۱۲ ; غیره. پیشوندها به‌طور کلی، به جز نانوسیلان‌ها که لاتین است، یونانی هستند. هیدریدهای سیلیکون پلیمری که فاز جامد دارند به نام هیدریدهای پلی سیلیکون نیز شناخته می‌شوند. وقتی هیدروژن در یک پلی سیلن پلی سیلیکون هیدرید خطی با گروه‌های جانبی آلکیل یا آریل جایگزین می‌شود، اصطلاح پلی سیلان استفاده می‌شود.
۳-سیلیل هگزاسیلان،H
3Si–SiH
2–SiH(–SiH
3)–SiH
2–SiH
2–SiH
۳ را به عنوان ساده‌ترین هیدرید سیلیکون باینری غیرحلقه ای کایرال می‌شناسند.
سیکلوسیلان‌ها نیز وجود دارند. سیکلوسیلان‌ها با فرمول Si
nH
2n , n > ۲ مشابه سیکلوآلکان‌ها هستند.
تولید
اولین تلاش‌ها توسط آلفرد استاک و کارل سامیسکی انجام شد. اگرچه مونوسیلان و دیسیلان قبلاً شناخته شده بودند، ولی چهار عضو بعدی در سال ۱۹۱۶ توسط استوک و سامیسکی کشف شد. Si
nH
2n+۲سری، تا n = ۶. آنها همچنین به مستند کردن تشکیل هیدریدهای سیلیکون پلیمری فاز جامد را پرداختند. از روشهای سنتز آنها می‌توان به هیدرولیز سیلیس فلزی اشاره کرد. این روش به تولید مخلوطی از سیلان‌ها می‌پردازد که نیاز به جداسازی روی یک خط خلأ بالا را دارند.
سیلان‌ها (Si
nH
2n+۲) پایداری حرارتی بالاتری نسبت به آلکان‌ها دارند (C
nH
2n+۲). سیلان‌ها تمایل به هیدروژن زدایی دارند، به همین دلیل هیدروژن و پلی سیلان تولید می‌کنند؛ لذا، جداسازی سیلان‌های بالاتر از هپتاسیلان دشوار است.
برای تهیه سیلان‌ها از فرایند شلزینگر استفاده می‌شود و در این واکنش هر کلروسیلان با لیتیوم آلومینیوم هیدرید استفاده می‌شود.
تنها ولی مهم‌ترین کاربرد SiH
۴ در صنعت میکروالکترونیک است. با رسوب بخار شیمیایی آلی فلزی، سیلان با تجزیه حرارتی به سیلیکون تبدیل می‌شود:
خطرات
سیلان با مخلوط شدن با هوا قابلیت منفجر شدن دارند (1-98%)SiH
۴). سایر سیلان‌های پایینی نیز توانایی ایجاد مخلوط‌های انفجاری با هوا را دارند. سیلان‌های مایع سبک‌تر بسیار قابل اشتعال هستند. با طول زنجیره سیلیکونی این خطر افزایش پیدا می‌کند.
ملاحظات مربوط به تشخیص/کنترل خطر:
سیلان کمی متراکم تر از هوا است (امکان تجمع در سطح زمین / گودال)
دیسیلان چگال تر از هوا است (امکان تجمع در سطح زمین/ گودال‌ها)
تریسیلان چگال تر از هوا است (امکان تجمع در سطح زمین/ گودال‌ها)
نامگذاری
نامگذاری IUPAC (روش سیستماتیک نامگذاری ترکیبات) در سیلان‌ها با استفاده از شناسایی زنجیره‌های هیدروسیلیکون است. زنجیره‌های هیدروسیلیکون اشباع نشده و غیرشاخه به‌طور سیستماتیک با یک پیشوند عددی یونانی نام‌گذاری می‌شوند که این پیشوند تعداد سیلیکون‌ها رامشخص می‌کند و پسوند «سیلان» نام گذاری می‌شوند.
از قراردادهای نامگذاری IUPAC می‌توان به عنوان تولید یک نام سیستماتیک استفاده کرد.
برای نامگذاری سیلان‌های منشعب پیچیده‌تر، مراحل نامگذاری به شرح زیر است:
طولانی‌ترین زنجیره پیوسته اتم‌های سیلیکون را شناسایی کنید
این طولانی‌ترین زنجیره ریشه را با استفاده از قوانین نامگذاری استاندارد نامگذاری کنید
هر زنجیره جانبی را با تغییر پسوند نام سیلان از "-ane" به "-anyl" نامگذاری کنید، به جز "سیلان" که به "سیسیل" تبدیل می‌شود.
زنجیره ریشه را شماره گذاری کنید تا مجموع اعداد اختصاص داده شده به هر گروه جانبی تا حد امکان کمتر باشد.
زنجیره‌های جانبی را قبل از نام زنجیره ریشه شماره گذاری و نام گذاری کنید
نامگذاری موازی با رادیکال‌های آلکیل است.
سیلان‌ها مثل هر ترکیب معدنی دیگری قابل نامگذاری هستند. در این سیستم نامگذاری، سیلان را تتراهیدرید سیلیکون می‌نامند. با این حال، با سیلان‌های طولانی‌تر، این کار پیچیده می‌شود.
همچنین ببینید
ترکیبات ارگانوسیلیسیون، ترکیبات حاوی پیوند کربن-سیلیکون
هیدروسیلان‌ها، دسته بزرگتری از ترکیبات با فرمولH
mSiR
n (m ≠ ۰)